# Мариковський Павло Іустинович
Павло́ Іусти́нович Марико́вський (28 липня 1912  року — 10 листопада 2008 року) — відомий радянський і казахський зоолог українського походження. Доктор біологічних наук, професор, письменник-натураліст, учасник Другої світової війни.

## Біографія
П. І. Мариковський народився у 1912 році на залізничній станції Вяземська тодішньої Амурської області Росії.
 "Мои родители украинцы и чувство принадлежности к этой нации славян у меня в какой-то мере сохранилось, хотя я не знал украинского языка, не жил на Украине, считал себя русским, и в паспорте, когда его получал, записался русским. Мне кажется, что это чувство принадлежности к Украине у меня сохранилось только благодаря песням, напевавшимся матерью, т.к. родители, насколько я помню, уже никогда не говорили на родном языке.

Трудову діяльність Павло Мариковський розпочинав сільським вчителем у Приморському краї. Пропрацювавши рік, він стає лаборантом щойно відкритого Далекосхідного НДІ захисту рослин. Під час навчання у Далекосхідному державному медичному інституті (1931—1936) він працював на кафедрі загальної біології. Закінчивши інститут, Павло Мариковський стає молодшим науковим співробітником Хабаровської станції Іркутського протичумного інституту Сибіру і Далекого Сходу, а з 1939 року переїздить до Ташкента, де жили батьки. Він працює в Узбецькому НДІ епідеміології, мікробіології і санітарії, захищає кандидатську дисертацію (1941).
Під час Другої світової війни Павло Іустинович з 1941 року служив у лавах Червоної Армії на Далекому Сході. Попервах його призначили начальником дезінструкторського загону Далекосхідного фронту. Згодом, за клопотанням академіка Є. Н. Павловського його перевели до вірусологічної лабораторії Далекосхідного фронту. У 1945 році у званні майора медичної служби обіймав посаду лікаря-вірусолога. Згідно з характеристикою командування…
 «За час перебування у лабораторії зробив низку практично цінних раціоналізаторських робіт із методики профілактичних заходів проти енцефалітів. Ним запропонований метод захисту від кліщів шляхом нанесення відлякуючих смуг на обмундирування. Застосування місцевих відходів промисловості (фенолята) як замінників речовин, що відлякують комарів.
Цього року т. Мариковський з метою економії марлі як захисної сітки запропонував оригінальний метод захисту від комарів — вінки з трави.
Своєю практичною роботою т. Мариковський зробив великий внесок у справу протиепідемічного захисту військ проти енцефалітів»

Демобілізувавшись (1946), Павло Мариковський до 1981 року працював в Інституті захисту рослин і в Інституті зоології Академії наук Казахської РСР, очолюючи лабораторію (за винятком семи років, коли він працював у Киргизстані і завідував кафедрою зоології безхребетних Томського університету). В 1950 році він у Ленінграді захистив докторську дисертацію, в якій він дослідив екологію павуків — каракурта і тарантула. Наступного року зоолог одержав наукове звання професора.
У 1982 році вчений вийшов на пенсію. 2007 року він несподівано для знайомих та друзів переїхав з Алмати до села Тургень Алматинської області Казахстану, де й помер 10 листопада 2008 року. П. І. Мариковський похований на сільському цвинтарі. На жаль, останній період життя вченого був край скрутним у родинно-побутовому плані

### Сім'я[2]
- Батько Іустин Євменович Мариковський (1873—1946) народився в с. Сумівка Бершадського повіту Подільської губернії (нині Бершадський район на Вінниччині. Він вчителював у сусідньому селі Кошаринці, склав у Кам'янець-Подільському духовному училищі іспити на звання вчителя церковнопарафіяльної школи. Він працював у школах на Поділлі, а у 1905 році переїхав на Далекий Схід, де одружився. До кінця життя вчителював, здобув звання заслуженого учителя Узбекистану[7]
- Мати Фекла Пилипівна, уроджена Фростель, народилася в тій самій Сумівці, померла у Ташкенті (1969)
- Сестра Галина Іустинівна, уроджена Мариковська (1914, Хабаровськ — 1967)
- Дружина (колишня) Галина Іванівна Савойська (нар. 1925) — ентомолог, знавець жуків-сонечок, доктор біологічних наук (1984), старший науковий співробітник НДІ захисту рослин (Казахстан); мати Тетяни Мариковської[8]
- Від декількох шлюбів П. І. Мариковський мав шестеро дітей. Одна з них — Тетяна Павлівна Мариковська (1946, Усурійськ — 2001) — фахівець з диких бджолиних, кандидат біологічних наук (1975), старший науковий співробітник Інституту зоології Казахстану, автор 58 наукових публікацій[9].

- Син Іустин Павлович Мариковський (1936, Хабаровськ — 2011, Янгібазар, Узбекистан) — доцент, кандидат технічних наук, автор низки винаходів у галузі ливарного виробництва. Викладав у Ташкентському інституті іригації і механізації сільського господарства[10].
- Онук Сергій Іустинович Мариковський (нар. 1959, Ташкент) — кадровий військовослужбовець. Служив у Воркуті, на Байконурі, в Україні на посадах від заступника командира роти до заступника командира військової частини. Після розпаду СРСР звільнився у запас у званні майора і став підприємцем. Живе у Хмельницькому[10].
- Павло Мариковський мав трьох зведених братів і сестру (діти матері від першого шлюбу): Миколая, Валеріана, Олену, В'ячеслава.

## Наукова діяльність
Наукові публікації П. І. Мариковського свідчать про його професійні уподобання: абсолютна їх більшість відображає дослідження світу комах, переважно — мурашок. Знаний мірмеколог, він вивчав таксономію мурашок, їх екологію, поведінку, географічне поширення, методику вивчення, значення для лесової та сільськогосподарської практики, медицини. Вчений описав новий для науки вид мурашок, новий вид блохи
Stenoponia sidimi Marikovskiy, 1935, декілька нових родів і понад 80 нових видів дрібних комариків-галиць. Вагомим також є його внесок у вивчення кліщів, павуків, їздців, метеликів. У 1966 році він першим у Казахстані запропонував використовувати комах для боротьби з бур'янами і створив для цього спеціальну лабораторію.
Людина допитлива й спостережлива, він зберіг цілісний погляд на світ і цікавився природою як такою — неживими об'єктами, рослинами, хребетними тваринами, зв'язками між усіма ланками екосистем. Він досліджував можливість передбачення землетрусів, аналізуючи поведінку тварин, зокрема комах і бабаків.
Професор Мариковський керував підготовкою 24 кандидатів наук, п'ятеро з яких стали докторами біологічних наук. За його ініціативою і при його активній участі створений Казахський філіал Всесоюзного ентомологічного товариства (1953).

## Основні публікації
Загалом у творчому доробку П. І. Мариковського — дві наукові монографії, понад 160 інших наукових публікацій, близько 90 науково-популярних та науково-художніх книжок, що виходили друком у Москві, Алмати, Празі, Томську, Новосибірську, Красноярську, Фрунзе. Шість книжок П. Мариковського відзначені дипломами 1-го та 2-го ступенів і заохочувальними преміями Міністерства вищої освіти СРСР, Всесоюзного товариства «Знання», Держкомвидаву СРСР, Всесоюзного ентомологічного товариства. Вченого обрали до Спілки письменників Казахстану (1962) і Спілки письменників СРСР (1964). Найповніший перелік наукових праць П. І. Мариковського дивись у.

### Наукові праці[13]
- «Полезные птицы Дальневосточного края и их значение в сельском хозяйстве». — Хабаровск: Дальгиз, 1932.
- Материалы наблюдений над поведением взрослых иксодовых клещей в естественной обстановке // Мед. паразитол., 1945, № 6. — С. 60—66.
- Наблюдения над биологией муравья-древоточца C. herculeanus и лесного рыжего муравья Formica rufa, обитающих в горных лесах Киргизии // Тр. ин-та зоол. и паразитол. АН Кирг. ССР. 1956. Вып. 5. С. 89—103.
- Межвидовые отношения короедов, обитающих на тяньшаньской ели //Тр. Ин-та зоологии и паразитологии Ан Киргизской ССР. 1956. Вып. 5. С. 73-77 — https://www.zin.ru/aNIMAliA/Coleoptera/rus/pesdjv39.htm.
- Муравей-жнец Messor barbarus как индикатор грунтовых вод в зоне пустыни // Тр. ин-та зоол. и паразитол. АН КазССР. 1957. № 6. С. 197—199.
- К вопросу о сигнализации муравьев // Энтомол. обозр. 1958. Т. 37, № 3. С. 557—562.
- Очерки по биологии муравьев. 1. // Уч. зап. биол.-почв. факультета Киргизск. ун-та. Фрунзе, 1958. № 7. С. 295—300.
- Поведение как фактор эволюции общественной жизни муравьев // Докл. сов. по общим вопросам биологии. Томск, 1959. С. 89—91.
- Об активности иксодовых клещей. // В кн.: Сообщ. Дальневост. фил. им. В. Л. Комарова. Сиб. отд. АН СССР. Владивосток, 1959.-Вып. 11.-С. 150—151.
- Влияние человека и лесных пожаров на лесного рыжего муравья // Вопр. охраны Западной Сибири. Новосибирск, 1960. Вып. 2. С. 51—61. 466.
- К вопросу о мирмекофильных растениях // Бюл. МОИП, отд. биол. 1961. Т. 66, № 5. С. 98—101.
- Material on sexual biology of the ant Formica rufa L. // Ins. Soc. 1961. Vol. 8, N 1. P. 23—30.
- Материалы по фауне муравьев среднего и нижнего течения р. Или // Тр. Ин-та зоол. АН Каз. ССР. 1962. Т. 18. С. 163—176.
- О внутривидовых отношениях рыжего лесного муравья Formica rufa (Hymenoptera, Formicidae) // Энтомол. обозр. 1962. Т. 41, № 1. С. 83—93.
- On intraspecific relations of Formica rufa L. (Hymenoptera, Formicidae) // Entomol. Rev. 1962. Vol. 41. P. 47—51.
- О различных формах общественной жизни муравья-древоточца Camponotus herculeanus L. // Бюл. МОИП, отд. биол. 1962. Т. 67, № 3. С. 122—124.
- On some features of behavior of the ant Formica rufa L. infected with fungous disease // Ins. Soc. 1962. Vol. 9, N 2. P. 173—179.
- Опыты переселения рыжего лесного муравья с целью охраны леса от насекомых-вредителей // Тр. Комиссии по охране природы СО АН СССР. 1962. Т. 1. С. 174—182.
- A new ant Polyergus nigerrimus Marik. sp. n. (Hymenoptera, Formicidae) and some features of its biology // Entomol. Rev. 1963. Vol. 42. P. 58—59.
- Биология муравья Formica sanguinea Latr., обитающего в лесах Тянь-Шаня // V сов. ВЭО: Сб. тез. докл. 1963. С. 31—32.
- Кроваво-красный муравей Formica sanguinea Latr. как разоритель муравейников рыжего лесного муравья Formica rufa L., переселяемых для защиты леса от насекомых-вредителей // Симп. по использ. муравьев для борьбы с вредителями сельск. и лесн. хоз-ва. М., 1963. С. 10—13.
- Новый вид муравья Polyergus nigerrimus Marik., sp. n. (Hymenoptera, Formicidae) и некоторые черты его биологии // Энтомол. обозр. 1963. Т. 42, № 1. С. 110—114.
- О биологии саксаулового муравья Camponotus (Orthonomyrmex) lateralis (Ol.) // Тр. ин-та зоол. АН Каз. ССР. 1963. Т. 21. С. 45—48.
- The ants Formica sanguinea Latr., as pillagers of Formica rufa L. nests // Ins. Soc. 1963. Vol 10. P. 119—128.
- О некоторых вопросах использования муравьев для защиты леса от насекомых-вредителей // Исслед. по биол. методу борьбы с вредит. сельск. и лесн. х-ва. Новосибирск, 1964. С. 159—162.
- Об эволюции общественной жизни у муравьев (четыре фазы общественной жизни) // Докл. зоол. сов. Томск, 1964. С. 80—82.
- Опыты расселения рыжего лесного муравья (Formica rufa L.) для защиты леса от насекомых-вредителей // Вопр. охраны Западной Сибири. Новосибирск, 1964. Вып. 4. С. 1—10.
- Colonies of yellow ants (Lasius flavus de Geer) as theatre of struggle between nest colonies of other ant species // Ins. Soc. 1965. Vol. 12. P. 63—70.
- О зимовках рыжего лесного муравья в Западной Сибири // Зоол. журн. 1965. Т. 44, № 8. С. 1197—1201.
- Биология муравья Formica sanguinea Latr. (Hymenoptera, Formicidae) в условиях Тянь-Шаня // Энтомол. обозр. 1967. Т. 46, № 1. С. 81—90.
- Некоторые особенности образования новых муравейников одиночными самками // «Муравьи и защита леса»: Матер. III Всес. мирмекол. симп. М., 1967. — С. 31—32.
- Duality of the reactions of the sam ant colony on the stimul of the same type // Abstr. of Papers 13-th Intern. Congr. of Entomology. 1968. P. 159.
- О разделении труда у муравьев группы Formica rufa // Чтения памяти Е. В. Павловского. Алма-Ата, 1969. С. 38—43.
- Some problems involved in the utilization of ants for the protection of forests against insect pests // Biological control of agricultural and forest pests. Jerusalem, 1969. P. 129—131.
- Муравей-жнец Messor aralocaspius и его содержание в неволе // Зоол. журн. 1970. Т. 49, № 8. С. 1158—1166.
- О некоторых особенностях симбиоза муравьев с тлями // «Муравьи и защита леса»: Матер. IV Всес. мирмекол. симп. М., 1971. С. 57—58.
- Очерки по биологии муравьев // Тр. ин-та зоол. и паразитол. АН Кирг. ССР. 1971. Вып. 32. С. 141—152.
- Die Dualitat der Reaktionen der Ameisen eines Volkes auf Reizursachen gleichen Typus // Proc. XIII Int. Congr. Entomol. L., 1972. Bd. 3. S. 370—371.
- О муравьях // Природа. 1973. № 8. С. 82—91.
- Очерки по биологии муравьев // Проблемы экологии. 1973. Вып. 3. С. 157—166.
- Степной муравей — Formica pratensis Retz. в Семиречье и необходимость его охраны // Об охране насекомых. Ереван, 1973. С. 61—69.
- The biology of the ant Rossomyrmex proformicarum K. W. Arnoldi (1928) // Ins. Soc. 1974. Vol. 21, N 3. P. 301—308.
- К вопросу об ориентации и дорогах лесного муравья Formica polyctena Forst. // Тр. НИИ при Томск. ун-те. 1975. Т. 5. С. 129—134.
- Муравей Cardiocondyla uljanini Em., 1889 и систематическое положение «паразитического муравья Xonometra» // Изв. АН Каз. ССР, сер. биол. 1974. № 3. С. 57—61. [у співавторстві з В. Т. Якушкіним]
- Факторы, ограничивающие численность у муравья Tetramorium caespitum // Изв. АН Каз. ССР, сер. биол. 1976. Вып. 6. С. 17—20.
- Наблюдения над биологией муравья-амазонки // Изв. АН Каз. ССР, сер. биол. 1977. № 2. С. 29—36.
- Муравьи пустынь Семиречья. Алма-Ата, 1979. 274 с.
- О так называемом «рабовладельческом» инстинкте у муравьев // Изв. АН Каз. ССР, сер. биол. 1979. № 3. С. 20—23.
- Тугайный муравей-древоточец Camponotus lameerei в Семиречье // «Муравьи и защита леса»: Матер. VI Всес. мирмекол. симп. Тарту, 1979. С. 116—117.
- О содержании и воспитании рыжего лесного муравья в лабораторной обстановке // Биол., фауна и сист. насекомых и паукообразных (Рук. деп. в ВИНИТИ 18.09.80, № 4112-80). Алма-Ата, 1980. С. 29—40.
- О содержании рыжего лесного муравья в неволе зимой // Сохраним диких животных. Алма-Ата, 1985. С. 88—93.

### Науково-популярні книжки
- Мариковский П. И. Бриодемус-музыкант. Рассказы энтомолога. 1962
- Язык муравьев // Наука и жизнь. 1965. Вып. 31. С. 55—59.
- Муравей-путешественник. — М.: Детгиз, 1957. — 88 с.
- Тайны мира насекомых. — Алма-Ата: Кайнар, 1966. — 164 с.
- Маленькие труженики леса. — Красноярск: Красноярское книжное изд-во, 1969. — 168 с.
- Следы животных. — М.: Лесная пром-ть, 1970. — 80 с.
- Мой маленький трубачик. — Алма-Ата: Кайнар, 1971. — 174 с.
- Друзья-насекомые. — М.: Детская литература, 1974. — 96 с.
- В Таласском Алатау. — М.: Мысль, 1975. — 184 с.
- Маленькие труженики гор: Очерки о жизни муравьёв горного Тянь-Шаня. — Алма-Ата: Наука, 1975. — 166 с.
- Насекомые защищаются. — М.: Наука, 1977. — 200 с.
- Чем питаются насекомые. — Алма-Ата, Наука, 1977. — 256 с.
- Мариковский П. И. В пустынях Казахстана. 1978
- Муравьи пустынь Семиречья. — Алма-Ата: Наука, 1979. — 264 с.
- Юному энтомологу (2-е изд.) — М.: Детская литература, 1978. — 208 с.
- Мариковский П. И. В горах Тянь-Шаня. 1981
- Там, откуда ушли реки. — М.: Мысль, 1982. — 152 с.
- В мире насекомых с фотоапаратом. — Алма-Ата: Кайнар, 1983. — 136 с.
- Насекомые вокруг нас. — Алма-Ата: Кайнар, 1986. — 288 с.
- Два лика пустуни. — М.: Детская література. 1987. — 190 с.
- Памятные встречи. — Алматы: Жалын, 1989
- Чёрная вдова: Повесть о ядовитом пауке каракурте и других паукообразных. — Алма-Ата: Кайнар, 1990. — 191 с.
- Снежный человек: миф и действительность/ Сост., автор предисл. и послесл. П. И. Мариковский. — Алма-Ата: Казахстан, 1991. — 224 с.
- Во власти инстинктов. — Алматы: Фонд «XXI век», 2001. — 348 с.
- В стране курганов и наскальных рисунков. — Алматы: 2005. — 272 с.
- В мире насекомых. Кто они такие? Маленькие жители планеты? — Алматы, 2006. — 272 с.
- Собрание сочинений. Том 1. Загадки раскрылись. — Алматы, 2007. — 324 с.
- Собрание сочинений. Том 2. Муравьи — кто они? — Алматы, 2007. — 392 с.
- Мариковский П. И. Времена года (От весны до весны). 2008
- Удивительный мир насекомых (Занимательная энтомология). Том 1. — Алматы: 2012. — 578 с.
- Занимательная энтомология. Том 2. — Алматы, 2012. — 453 с.

Читання та копіювання деяких з перелічених книжок можливе на та. На останньому ж сайті наведено найповніший перелік книжок професора.

## Світ захоплень
Після закінчення середньої загальноосвітньої школи (1928) Павло Мариковський із однолітками здійснили мандрівку крізь усурійську тайгу, уздовж гірського хребту Хехцир на південь від Хабаровська. Відтоді пристрасть до подорожей лишилася у нього на все життя. Далекий Схід, Казахстан, Середня Азія, Тува, Хакасія… Він мандрував пішки, на велосипеді, мотоциклі, власному автомобілі (найулюбленішим був всюдихід ГАЗ-69). Інколи ці подорожі не мали чіткої наукової мети і здійснювалися просто заради нових вражень. Остання експедиція 93-річного вченого відбулася 2005 року. До речі, у віці понад 90 років він навчився користуватися комп'ютером — для створення й редагування текстів.
Маючи художній хист, П. Мариковський, ілюстрував свої книжки малюнками і фотографіями, які зробив власноручно. Вже у зрілому віці він створив понад 400 живописних картин, які відображають красу Середньої Азії та Казахстану. Живопис Мариковського-аматора цінували любителі мистецтва. В Алмати за його життя пройшли три персональні виставки. Шкода, але більшість його картин зникла в останні роки життя автора. Його нащадки передали 75 картин до Державного музею мистецтв Республіки Казахстан ім. імені А. Кастеева, 72 картини передано до державного архіву. Чимало картин знаходиться у приватних зібраннях. Незадовго до смерті вченого громадська фундація «Академія образотворчого мистецтва РК» обрала професора своїм дійсним членом (академіком) і нагородила золотою медаллю за видатний внесок в науку і культуру Республіки Казахстан.
Професор дуже переймався проблемами збереження навколишнього середовища. Зокрема, доля озера Балхаш в зв'язку з будівництвом греблі на річці Ілі та спордженням Капчагайського водосховища. Значна частка з 250 його публіцистичних статей у пресі присвячена охороні та раціональному використанню природи. Саме Мариковський відкрив щирокому загалові мальовничий Чаринський каньйон — пам'ятку природи.
В останні роки життя він захопився давньою історією Євразії, досліджував петрогліфи, кургани, стоянки і поховання первісних людей, створив колекцію натурних (на кам'яних плитках) копій зображень, знайдених під час польових досліджень, шукав сліди «Всесвітнього потопу». Павло Іустинович не мав сумнівів у існуванні «снігової людини» і займався її пошуками. Серед написаного ним — філософські твори про природу людини, дитячі казки. На жаль, у 1999 році вчений спалив свої щоденники та частину рукописів.

## Пам'ять
Матеріальне втілення творчої спадщини П. І. Мариковського зберігається у Центральному державному архіві науково-технічної документації Республіки Казахстан, де створено особистий фонд П. І. Мариковського. До фонду, зокрема, передано рукописи, листи та інші документи, фотографії і фільми з телевізійних програм культуролога і громадського діяча Мурата Ауезова «Времён связующая нить» і «Неутомлённый солнцем» режисера й сценариста Ігоря Гонопольского, героями яких є П. Мариковський.
Чимало матеріалів знаходиться у Центральному державному архіві кінофотодокументів Казахстану, музею им. А. Кастєєва, Національній бібліотеці Республіки Казахстан, Музей історії науки «Ғилим ордаси». Два об'ємні рукописи він передав до Архіву Президента Казахстану: розшифровані та роздруковані мемуари сільського вчителя Іустина Євменовича Мариковського і автобіографічна книга самого вченого, що охоплює події, які відбувалися на Далекому Сході, в Сибиру, Узбекистані, Казахстані у 1915—2002 роках.
До 100-річного ювілею вченого Архів президента Казахстану видав книгу «Джерела життя. Документы з особистого фонду П. І. Мариковського»: документы до біографії професора, його працю «Джерела життя (шлюбна біологія комах)» тощо. У 2016 році у Національній бібліотеці Республіки Казахстан відбувся круглий стіл, присвячений 105-річчю з дня народження П. І. Мариковського. Тоді ж було презентовано книгу мемуарів професора, видану (із скороченнями) незадовго до цього.